# Johann Schencking (Domherr, † 1580)
Johann Schencking (* nach 1523 in Münster; † 3. August 1580 ebenda) war Domherr in Münster.

## Leben
Johann (von) Schencking entstammte dem münsterischen Erbmännergeschlecht Schenckinck. Er wurde als Sohn des münsterischen Richters Hermann Schencking und dessen Gemahlin Mechthild von Bock geboren. Diese hatten im Jahre 1523 geheiratet. Johann hatte Rechtswissenschaften studiert und zum Dr. jur. promoviert. Die Schenckings, die z. B. mit den Edelherren von Büren, den Droste zu Hülshoff, den Bischopinck und den Kerckerinck verwandt waren, und die anderen – vielfach untereinander verwandten – Patrizierfamilien Münsters, von denen viele (z. B. die Droste zu Hülshoff, Bischopinck und Kerckerinck) nachweislich ritterbürtig waren und damit dem Uradel angehörten, stellten seit dem Mittelalter exklusiv die Mitglieder des Stadtrats, Bürgermeister und Stadtrichter.

## Auslösung des Erbmännerstreits
Papst Paul IV. traf im Jahre 1557 eine umstrittene Entscheidung: Johann als Abkömmling eines Erbmännergeschlechts erhielt im Jahre 1557 für die Dompräbende des am 1. Mai des Jahres verstorbenen Dompropstes Bernhard von Münster die päpstliche Provision. Das Domkapitel hatte im Jahre 1392 ein Statut erlassen, worin es seinen mehr als hundertjährigen Brauch, nur Abkömmlinge Adliger zuzulassen, vom Papst bestätigen ließ. Im Kampf um die lukrativen Präbenden des Domkapitels nutzte die vom Landadel dominierte Ritterschaft die Entmachtung der Stadt durch den Bischof nach dem Täuferreich von Münster, um den Erbmännern den Adel abzusprechen, obwohl einige davon bereits vor und nach der o. g. Entscheidung im Domkapitel vertreten gewesen waren. Johann legte am 27. Oktober 1557 dem Domkapitel die päpstliche Entscheidung mit der Bitte um Besitzerteilung vor. Das Kapitel schlug dieses Ansinnen ab mit der Begründung, Schencking habe mit seiner Abstammung aus einem münsterischen Erbmännergeschlecht keinen rittermäßigen Rang. (Für seinen 1555 geborenen Verwandten Wilhelm von Schencking war die Abstammung hingegen kein Hindernis, Domherr in Münster und Domdechant, sogar gewählter Bischof in Osnabrück zu werden.) Am 28. Juni 1561 nahm Johann von Schenckinck Besitz von der münsterschen Präbende. Es folgte ein vom Domkapitel angestrengter Prozess, an dem sich auch andere Erbmännergeschlechter wie die Kerckerinck und Droste zu Hülshoff beteiligten und in allen gerichtlichen Instanzen durchsetzten. Ungeachtet der Rechte Schenckings gab das Domkapitel die Präbende im Jahre 1557 an Rotger von Raesfeld.

## Tod und Ergebnis des Erbmännerstreits
Johann erlebte den Ausgang dieses Streitverfahrens nicht mehr, denn er starb am 3. August 1580. Die Auseinandersetzung im Erbmännerprozeß zog sich bis zum 10. Januar 1710 hin, als Kaiser Joseph I. als höchstrichterliche Instanz (zunächst) zu Gunsten der Erbmämmer entschied. Domkapitel und Ritterschaft erkannten die Entscheidung des Kaisers nicht an, weil sie ohne Beteiligung des Reichstages zustande kam und daher gegen die Reichsverfassung verstoße. Sie zögerten die Befolgung des Urteils bis zum 30. Oktober 1715 hinaus. An diesem Tag traf Kaiser Karl VI. die endgültige bindende Entscheidung in diesem langwierigen Prozess.